# Girls' Generation
Girls' Generation (en hangul, 소녀시대; en hanja, 少女時代); también conocido como SNSD, es un girl group surcoreano formado por el sello discográfico SM Entertainment en 2007. El grupo está compuesto por ocho miembros: Taeyeon, Sunny, Tiffany, Hyoyeon, Yuri, Sooyoung, Yoona y Seohyun. Originalmente siendo un grupo de nueve integrantes, Jessica dejó el grupo en septiembre de 2014. Girls' Generation debutó en 2007 con su álbum homónimo. Aunque el álbum ganó algo de atención, no fue hasta 2009 que el grupo alcanzó la fama con el sencillo «Gee», que se obtuvo el primer lugar en Music Bank de KBS por un récord de nueve semanas consecutivas y fue nombrada la canción más popular de los años 2000 en Corea del Sur por Melon. Girls' Generation consolidó su popularidad en la industria musical surcoreana con los siguientes sencillos, «Tell Me Your Wish (Genie)», «Oh!» y «Run Devil Run», que fueron publicados a mediados de 2009 y principios de 2010. Su gran impacto en el K-pop las ha llevado a ser nombradas el "Grupo de la nación". 
A mediados de 2010, Girls' Generation firmó con Nayutawave Records (ahora EMI Records Japan) para entrar dentro de la industria japonesa. Su álbum debut japonés de junio de 2011 alcanzó su la máxima posición en Oricon y se convirtió en el primer álbum de un grupo de chica no japonesas en recibir un certificado del millón por la Recording Industry Association of Japan. El tercer álbum coreano del grupo, The Boys, fue lanzado en octubre de 2011 y se convirtió en el álbum más vendido de 2011 en Corea del Sur con ventas de más de 380.000 copias. Una versión en inglés del sencillo «The Boys» fue liberado por Interscope Records en un intento de expandir el esfuerzo del grupo a la escena musical global. El cuarto álbum de estudio coreano del grupo, I Got a Boy, fue apoyado por el sencillo «I Got a Boy», que fue objeto de una gran atención por parte de los medios occidentales tras ganar el premio como vídeo del año en los premios YouTube Music Awards. Su quinto álbum de estudio coreano, Lion Heart, fue lanzado en 2015.
Los estilos musicales del grupo se caracterizan como electropop y bubblegum pop, aunque sus sonidos han variado extensamente, incorporando varios géneros incluyendo hip hop, R&B, y EDM. A partir de 2015, han vendido 57 1 millones de discos, lo que los convierte en uno de los grupos de chicas más vendidos de todos los tiempos. La inmensa popularidad del grupo en su país natal Corea del Sur les ha válido numerosos elogios y los títulos «Las Cantantes de la Nación» y «El girl group de la Nación». Girls' Generation también se considera una de las figuras prominentes de la ola coreana y uno de los más populares grupos de K-pop internacionalmente. Son el primer grupo de chicas asiáticas en lograr nueve videoclips con más de 100 millones de reproducciones en YouTube: «Gee», «Party», «I Got a Boy», «The Boys», «Mr. Taxi», «Oh!», «Lion Heart», «Run Devil Run» y «Mr.Mr.». En Japón, se convirtieron en el primer grupo de chicas no japonesas en tener tres álbumes número uno en la lista de álbumes japoneses de Oricon, y sus tres conciertos en Japón atrajeron 550 000 espectadores, más que cualquier otro grupo coreano.

## Historia

### 2000-2008: Formación y debut
Antes del debut del grupo, algunas de las integrantes ya estaban involucradas en la industria del entretenimiento. Yoona había pasado por cerca de doscientas audiciones para vídeos musicales, dramas y películas antes de convertirse en cantante de Girls' Generation. Sooyoung fue expuesta a la escena musical japonesa como miembro de un dúo musical femenino llamado Route 0, que se disolvió un año después de su debut en 2002.

La primera miembro del grupo para unirse como aprendiz de S.M. Entertainment fue Jessica en el año 2000, después de que ella y su hermana, Krystal Jung, fueran examinadas en un centro comercial en Corea del Sur durante unas vacaciones familiares. 

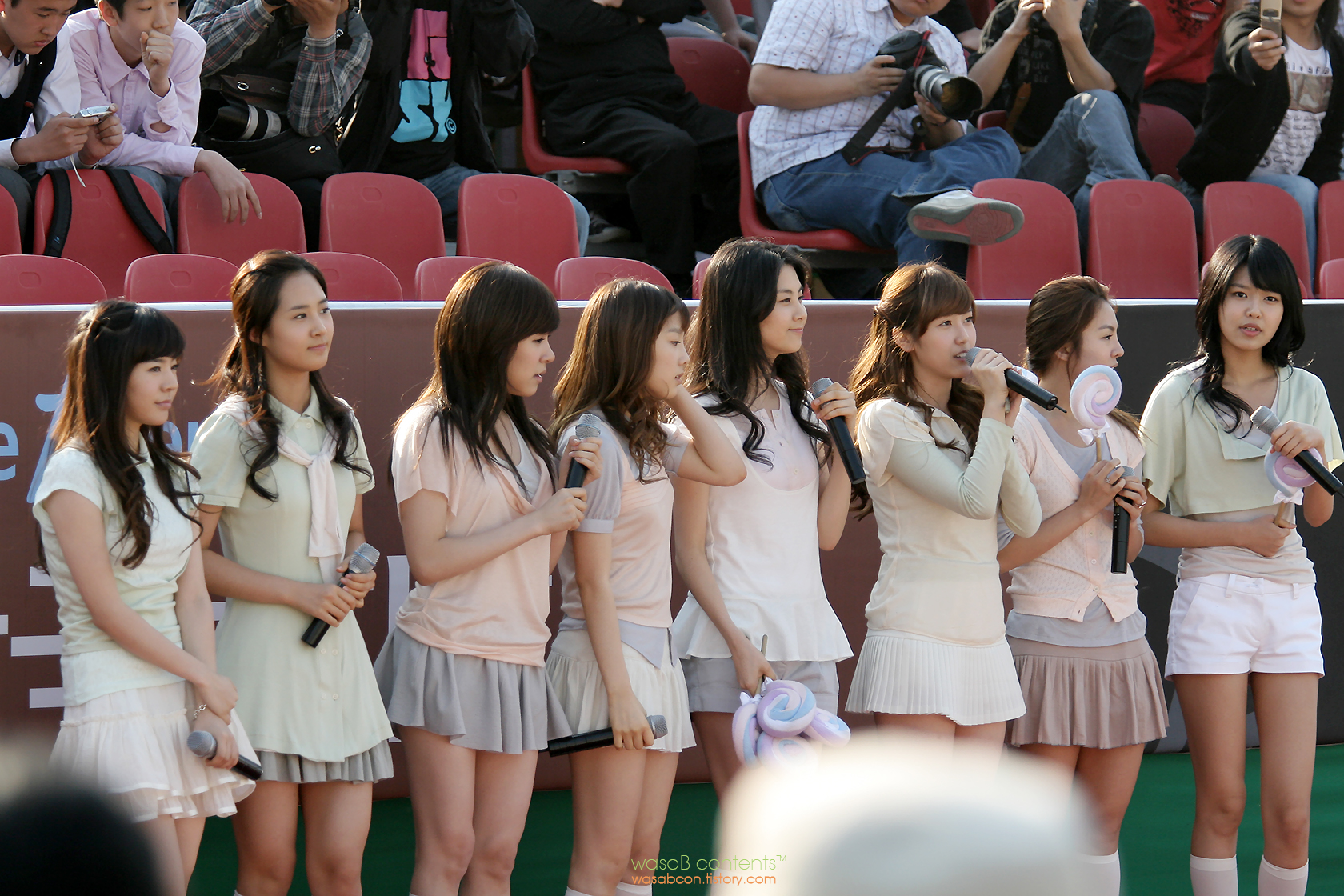
Girls' Generation en una competencia de voleibol de playa en 2008.

 Ese mismo año, las integrantes Sooyoung y Hyoyeon fueron parte de SM Open Audition. Fue una audición abierta, en la que Hyoyeon bailó para su audición. Yuri fue la siguiente miembro del grupo para convertirse en una aprendiz de SM luego de competir en SM Youth Best Dancer en 2001. Yoona fue aceptada al siguiente año cuando audicionó en SM Saturday Open Casting Audition, donde interpretó y bailó a sus cantantes favoritos, BoA y Britney Spears. Seohyun, la miembro más joven del grupo, fue examinada en el metro por un agente de S.M. Ella entonces audicionó en 2003, cantando canciones de niños.
La líder del grupo, Taeyeon, ingresó como aprendiz en la discográfica en 2004 después de ganar el primer lugar en SM Youth Singing Competition. Ese mismo año, Tiffany realizó una audición en SM Starlight Casting System en Los Ángeles, y se unió a la compañía en octubre de 2004. La última integrante añadida al grupo fue Sunny, que se había convertido en una aprendiz de SM en 1998 y entrenó durante cinco años antes de trasladarse a otra compañía, Starworld. En Starworld, entrenó para debutar en un dúo llamado Sugar, que nunca debutó. En 2007, por recomendación de la cantante japonesa Ayumi Hamasaki, Sunny regresó a su anterior sello y se convirtió en miembro de Girls' Generation.
En julio de 2007, Girls' Generation tuvo su primera actuación en School of Rock de Mnet donde el grupo interpretó su primer sencillo, «Into the New World». El 5 de agosto de 2007, el grupo hizo oficialmente su debut en Inkigayo, donde interpretaron la misma canción. Girls' Generation lanzó su álbum debut homónimo en noviembre de 2007, que fue precedido por los sencillos «Girls' Generation», un remake de la canción de 1989 de Lee Seung Cheol y «Kissing You». Girls' Generation se convirtió en el décimo álbum mejor vendido de 2007 en Corea del Sur, vendiendo 56 804 copias. El álbum ha vendido más de 120 000 copias en el país a partir de 2009. En marzo de 2008, el álbum fue reeditado bajo el título Baby Baby. El álbum fue precedido por un sencillo con el mismo nombre, que fue lanzado en sitios de música digitales el 17 de marzo de 2008.

### 2009-2010: Progreso y debut japonés
Aunque Girls' Generation había ganado algo de atención con su álbum debut de 2007, no fue hasta 2009 que el grupo se elevó al estrellato. El 7 de enero, el grupo lanzó su miniálbum Gee, que ha vendido más de 100.000 copias en Corea del Sur. Su sencillo del mismo nombre ocupó la posición número uno en Music Bank de KBS después de una semana de lanzamiento y se mantuvo en el primer lugar para un récord de nueve semanas consecutivas, convirtiéndose en la canción número uno más larga en Music Bank hasta 2012, cuando «Gangnam Style» de PSY ocupó el primer puesto durante diez semanas consecutivas. También se convirtió en el sencillo más vendido de 2009 en Corea del Sur. El segundo EP del grupo, Tell Me Your Wish (Genie) y su sencillo principal, fueron lanzados en junio de 2009. El EP vendió un récord de 50 000 copias en Corea del Sur en su primera semana de lanzamiento y obtuvo el primer lugar de G-Music, una lista musical taiwanesa. En noviembre de 2009, S.M. Entertainment anunció la primera gira de conciertos del grupo, Into The New World, cuyas entradas para los conciertos surcoreanos se agotaron en tres minutos. La gira visitó Seúl en diciembre de 2009, Shanghái en abril de 2010 y Taipéi en octubre de 2010. El segundo álbum de estudio de Girls' Generation, Oh!, fue lanzado en enero de 2010; alcanzó el primer lugar en Gaon desde el 24 al 30 de enero de 2010 y ha vendido más de 234 500 copias en Corea del Sur a partir de 2014. El álbum fue precedido por el sencillo principal del mismo nombre, que se posicionó en el primer lugar en Gaon Digital Chart y se convirtió en el segundo sencillo digital más vendido de 2010 en Corea del Sur, vendiendo más de 3 3 millones de copias. Oh! fue lanzado nuevamente bajo el Run Devil Run en marzo de 2010, que posteriormente obtuvo la sexta posición en Gaon Album Chart. El sencillo principal alcanzó el primer puesto en Gaon Digital Chart. Oh! y Run Devil Run fueron éxitos comerciales en Corea del Sur, convirtiéndose en el segundo y cuarto álbum más vendido de 2010, respectivamente.

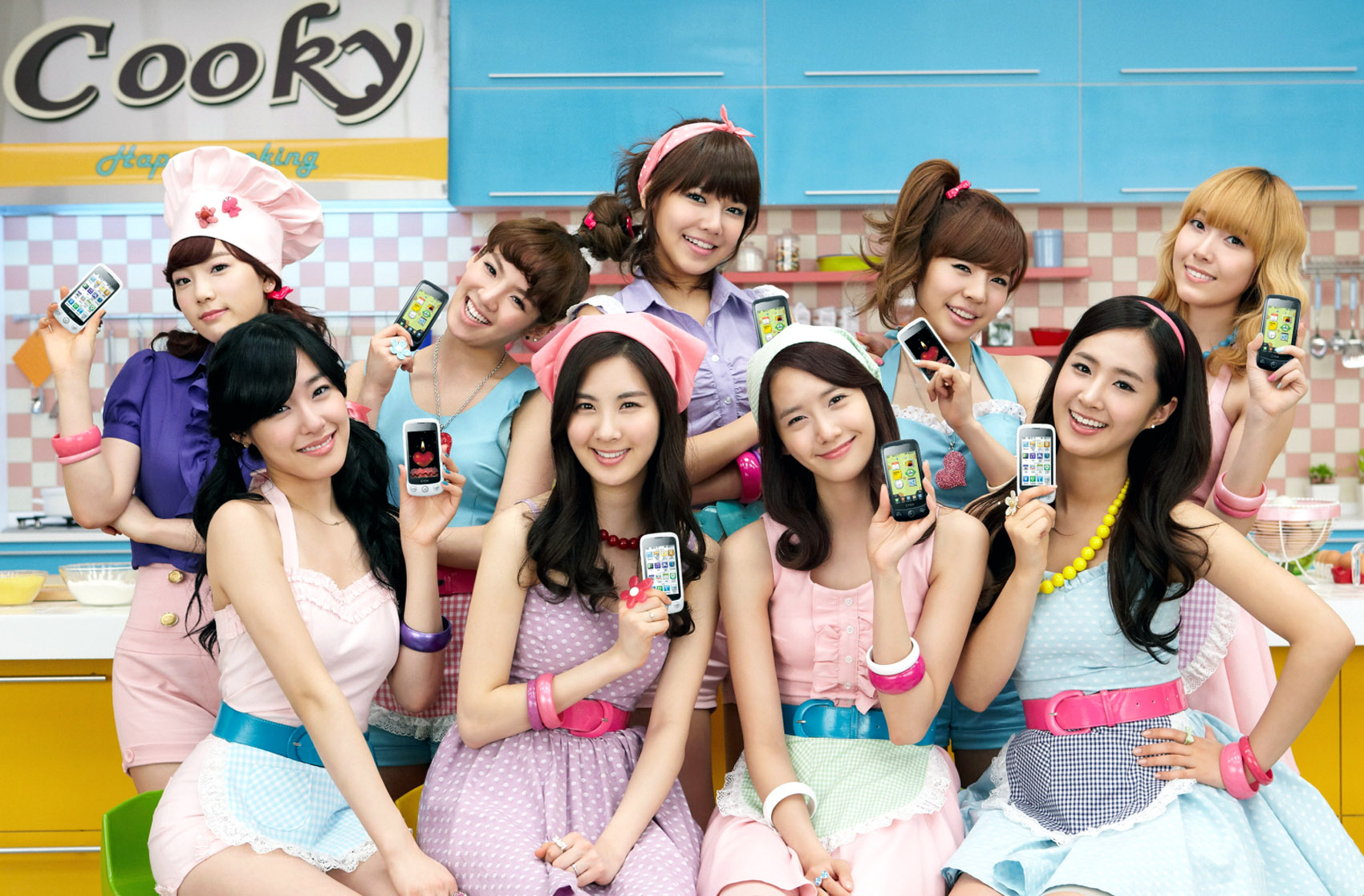
Girls' Generation en un comercial de LG Cooky Phone en 2010.

A mediados de 2010, Girls' Generation firmó con Nayutawave Records (ahora EMI Records Japan), una subsidiaria de Universal Music Japan, para aventurarse en la industria musical japonesa. Su primer lanzamiento en Japón fue un DVD titulado New Beginning of Girls' Generation, lanzado en agosto de 2011, que incluye siete vídeos musicales del grupo. El DVD debutó en el número cuatro en Oricon DVD Chart el 23 de agosto de 2010; al hacerlo, Girls' Generation se convirtió en el primer grupo de chicas coreanas en entrar al top 5 en la lista de Oricon. Ha vendido 60 000 copias en Japón y ha sido certificado con un disco de oro por la Recording Industry Association of Japan (RIAJ). En septiembre de 2010, Girls' Generation lanzó la versión japonesa de «Genie» como su sencillo debut en Japón. Alcanzó el puesto número cuatro en el Oricon Singles Chart  y fue certificado platino por ventas digitales que superaban las 250 000 unidades por la RIAJ. El mes siguiente, el grupo liberó su segundo sencillo japonés, «Gee», que alcanzó el número dos en el Oricon Singles Chart. «Gee» se convirtió en el primer sencillo de un grupo de chicas no japonesas en entrar en los tres primeros de la lista de Oricon desde 1980. Es el sencillo más exitoso del grupo en Japón, vendiendo 207.000 copias y logrando obtener la certificación del millón por la RIAJ. En medio de sus actividades japonesas, también participaron en el SMTown Live '10 World Tour junto con sus compañeros de compañía, que comenzó el 21 de agosto en el Estadio Olímpico de Seúl.
El tercer EP coreano de Girls' Generation fue lanzado en octubre de 2010. Tuvo una buena posición en Gaon y obtuvo el segundo lugar en Oricon, y se convirtió en el tercer álbum más vendido de 2010 en Corea del Sur. El sencillo principal se posicionó en la primera posición en Gaon Digital Chart en la semana que comienza el 24 de octubre de 2010. En los Seoul Music Awards de 2010 y 2011, el grupo ganó dos premios como Artista del Año, convirtiéndose en el cuarto acto de Corea del Sur y el primer grupo de chicas en ganar la categoría en dos años consecutivos.

### 2011-2012: Éxito en Japón,The Boysy expansión internacional
Girls' Generation continuó su éxito en Japón con el sencillo «Mr. Taxi / Run Devil Run», lanzado en abril de 2011. El sencillo alcanzó el número dos en Oricon Singles Chart, fue certificado por la RIAJ. Después de lanzar tres sencillos en Japón, su debut álbum de estudio epónimo japonés fue lanzado en junio de 2011. Para promover el álbum, el grupo se embarcó en The 1st Japan Arena Tour, que comenzó en Osaka el 31 de mayo de 2011.. El álbum fue recibido con éxito en Japón, alcanzando la cima en la lista de álbumes de Oricon y convirtiéndose en el primer álbum de un grupo de chicas extranjeras para superar aquella lista. En su primer mes de lanzamiento, Girls' Generation vendió 500.000 copias y obtuvo una doble certificación de platino por la RIAJ. El álbum se convirtió en el quinto y décimo quinto álbum más vendido en Japón en 2011 en 2012 respectivamente, con cifras de ventas totales de 871 097 copias. Una reedición titulada The Boys fue lanzada en diciembre de 2011 y alcanzó el quinto lugar en Oricon Albums Chart. En mayo de 2012, el grupo fue certificado por la RIAJ, denominando envíos de un millón de copias en el país, convirtiéndose en el primer álbum de un grupo de chicas surcoreanas y el segundo en un acto de Corea del Sur para obtener tal logro. El álbum ganó el premio al Álbum del Año en MTV Video Music Awards Japón de 2012. Después de su exitoso debut japonés, el grupo fue considerado como el grupo más popular de chicas K-pop en Japón junto a Kara, que también consiguió que cinco sencillos del grupo tuvieran el primer lugar en ese tiempo.

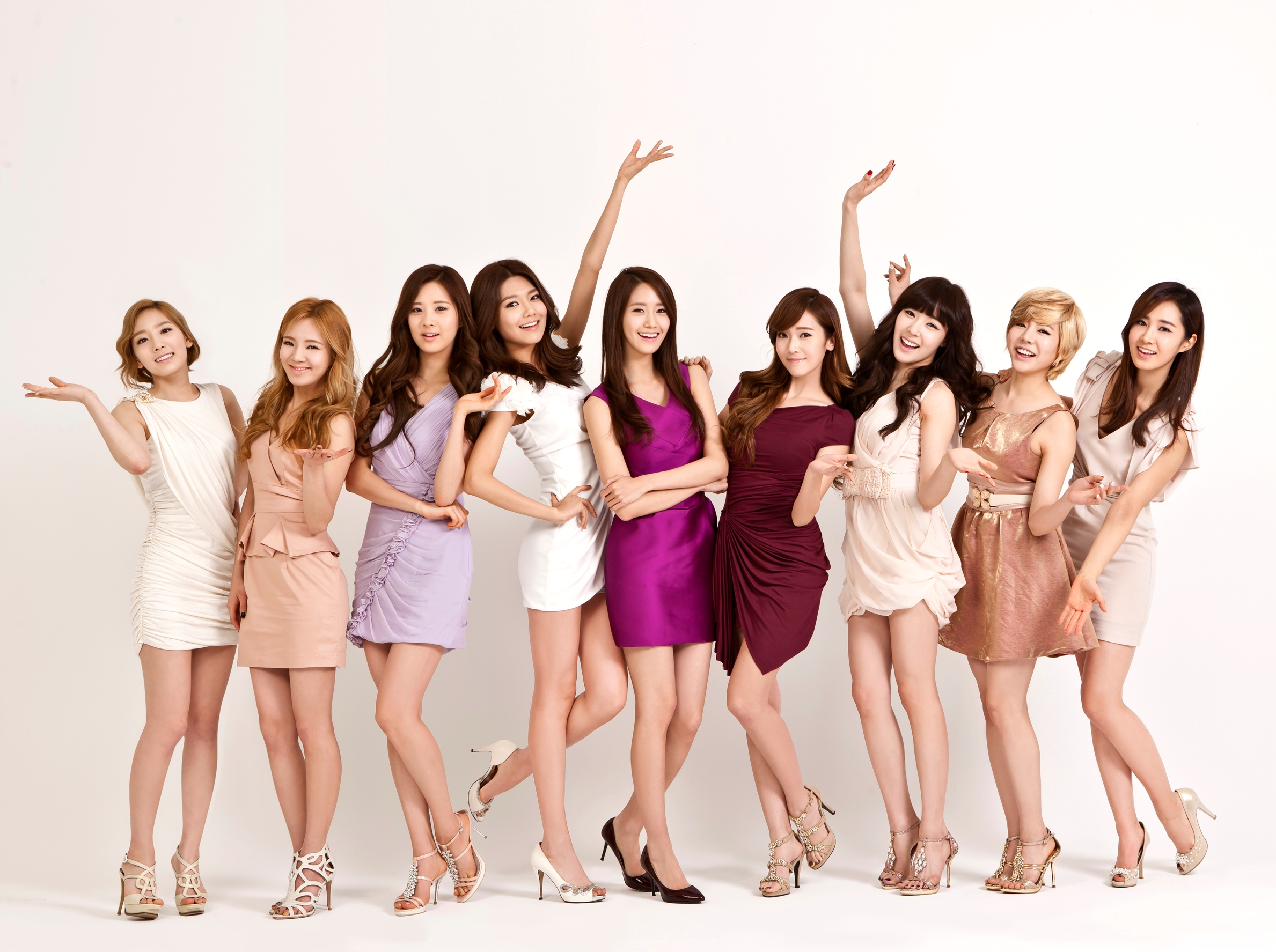
Girls' Generation en 2012.

El tercer álbum de estudio coreano de Girls' Generation, The Boys, fue lanzado en octubre de 2011. El álbum fue lanzado en Estados Unidos por Interscope Records, marcando el debut de Girls' Generation en el país. Para ayudar a The Boys a conectarse con audiencias en todo el mundo, el grupo hizo su debut en la televisión estadounidense al presentarse en Late Show with David Letterman el 31 de enero y Live! with Kelly el 1 de febrero. También actuaron en el programa de televisión francés Le Grand Journal el 9 de febrero. El álbum se convirtió en un éxito en Corea del Sur, culminando en la máxima posición de Gaon en la semana del 16 de octubre de 2011. La liberación en última instancia se convirtió en el álbum más vendido de 2011 en Corea del Sur, con 385.348 copias vendidas. A partir de 2015, The Boys ha vendido 460 959 copias en Corea del Sur, convirtiéndose en el álbum más vendido por un grupo de chicas y el segundo en general en la historia de Gaon Chart desde su lanzamiento en 2010. El sencillo principal, «The Boys», alcanzó el primer lugar en Gaon Digital Chart y vendió más de 3 millones de copias en 2011. En los Estados Unidos, el sencillo logró vender más de 21.000 descargas digitales.
En junio de 2012, Girls' Generation lanzó su cuarto sencillo japonés, «Paparazzi», que alcanzó el número dos en Oricon Singles Chart japonés y fue certificado como oro por la RIAJ. Según SoundScan Japón, el sencillo vendió 103.000 copias dentro de su primer mes de lanzamiento. Tres meses más tarde, el grupo lanzó su quinto sencillo japonés «Oh!», que fue su primer número uno en Oricon Singles Chart, y logró otra certificación de oro por la RIAJ. El grupo lanzó su segundo álbum japonés, Girls & Peace, en noviembre, que vendió 116 963 copias dentro de su primera semana de lanzamiento y alcanzó el puesto número dos en Oricon Albums Chart. Posteriormente fue certificado platino por la RIAJ y se convirtió en el cuadragésimo primer álbum más vendido de 2012 en Japón con 141 259 copias vendidas. El álbum fue precedido por un sencillo titulado «Flower Power».

### 2013-2014:I Got a Boy, reconocimiento mundial y salida de Jessica
En diciembre de 2012, Girls' Generation publicó «Dancing Queen», un remake de «Mercy» (2008) de la cantante británica Duffy, como el sencillo principal de su próximo álbum de estudio coreano de 2013. En el año nuevo de 2013, el grupo lanzó su cuarto álbum de estudio coreano titulado I Got a Boy. El mismo día, el grupo llevó a cabo un programa especial de televisión Girls' Generation's Romantic Fantasy por MBC. El álbum fue un éxito comercial en Corea del Sur, culminando en la máxima posición de Gaon; también consiguió una buena posición en Billboard. El sencillo, «I Got a Boy», se posicionó en el primer lugar de Korea K-Pop Hot 100 de Billboard y en Gaon Digital Chart. Fue el undécimo sencillo digital más vendido de 2013 en Corea del Sur con ventas totales de 1 354 672 unidades. Su vídeo musical ganó el premio al vídeo del año en los premios YouTube Music Awards en 2013, superando a otros nominados como PSY y Justin Bieber, que fue objeto de gran atención por parte de los medios de comunicación occidentales, ya que el grupo se consideraba menos conocido en comparación con otros nominados en ese momento.
En febrero de 2013, Girls' Generation se embarcó en su gira Girls & Peace: 2nd Japan Tour, que comenzó en Kobe el 9 de febrero. El DVD que lo acompaña fue lanzado en septiembre de 2013 y encabezó en Oricon DVD Chart, vendiendo 53 256 copias dentro de su primera semana de lanzamiento. La primera gira mundial del grupo, Girls' Generation World Tour Girls & Peace, abarcó desde junio de 2013 hasta febrero de 2014 y consistió en diez conciertos en siete países asiáticos.

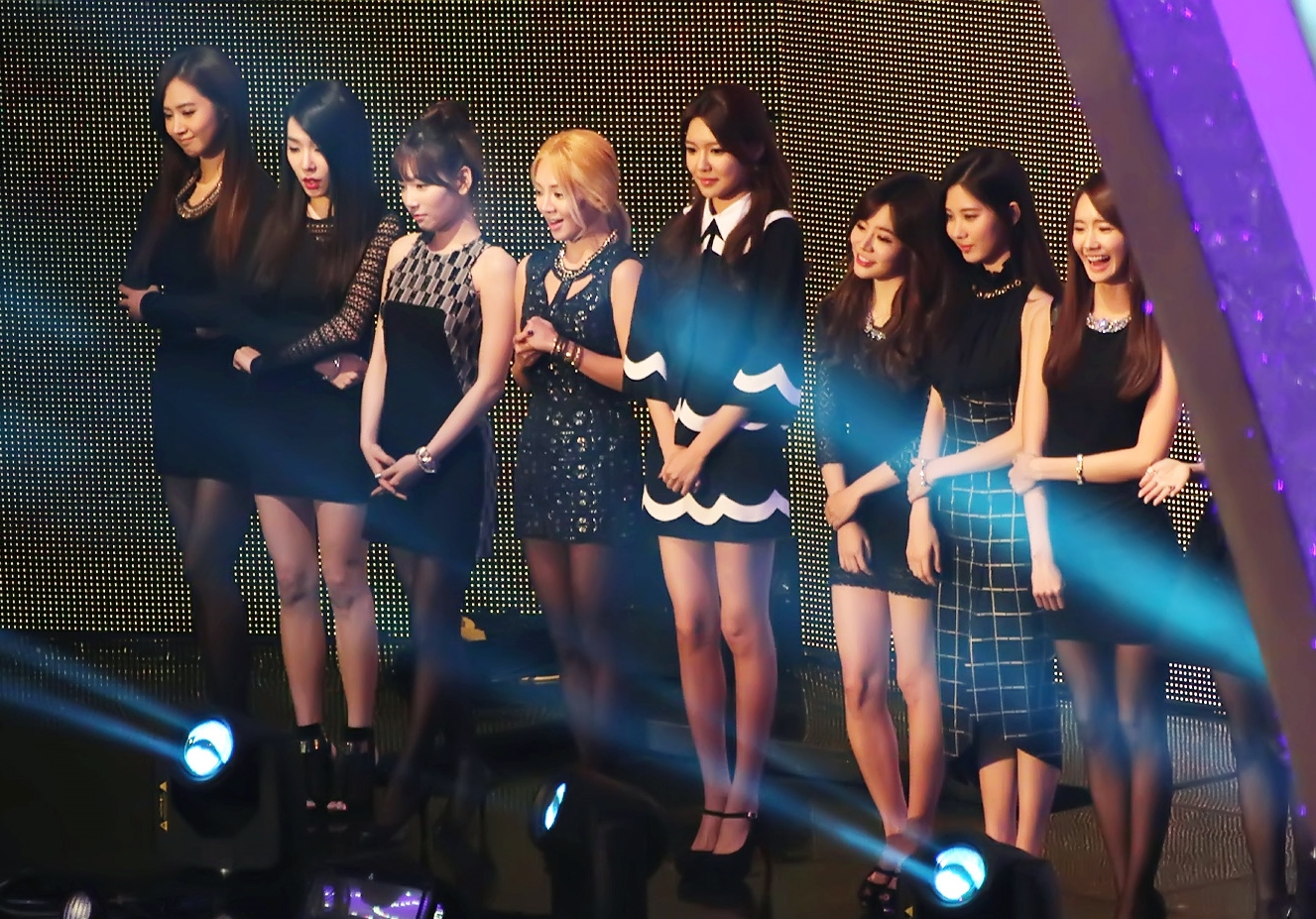
Girls' Generation en Seoul Music Awards en 2014.

Girls' Generation lanzó su primer álbum de remixes, Best Selection Non Stop Mix, en marzo, y un álbum en vivo titulado 2011 Girls' Generation Tour en abril de 2013.  El anterior se posicionó en el número seis de Oricon,  mientras que este último alcanzó el número uno en Gaon. El tercer álbum de estudio japonés de Girls' Generation, Love & Peace, fue lanzado en diciembre de 2013. El álbum debutó en el número uno en Oricon Album Chart, vendiendo más de 129 000 copias en su primera semana, y fue certificado como oro por la RIAJ. El álbum tuvo dos sencillos: «Love & Girls» y «Galaxy Supernova», posicionándose en el puesto cuarto y tercero en Oricon Singles Chart, respectivamente.
El cuarto EP coreano de Girls' Generation, Mr.Mr, fue lanzado en febrero de 2014, posteriormente ocupó el primer lugar en Gaon Album Chart después de su liberación. El EP fue el quinto álbum más vendido de 2014 en Corea del Sur, con 163 209 copias vendidas a finales del año. En los Estados Unidos, el EP debutó en el número ciento diez en el Billboard 200 con 3 000 copias vendidas. El sencillo principal, «Mr.Mr», tuvo una máxima posición en Gaon Digital Chart y vendió 906 962 en 2014, convirtiéndose en cuadragésimo sexto sencillo vendido en Corea del Sur.
En julio de 2014, el grupo lanzó su primer álbum de grandes éxitos japoneses, The Best, compuesto por los sencillos anteriores del grupo y cuatro nuevas canciones: «Indestructible», «Divine», «Show Girls» y «Chain Reaction». Se posicionó en el primer lugar en la lista de álbumes de Oricon durante dos semanas consecutivas y ha vendido más de 175 000 copias en Japón. Girls' Generation se convirtió en el primer grupo femenino no japonés de Asia en tener tres álbumes número uno en la lista. También completaron su tercera gira de conciertos en Japón, Love & Peace, dentro de ese mes. Comenzando en Fukuoka en abril de 2014, el grupo se presentó diecisiete veces en siete ciudades japonesas incluyendo Osaka, Nagoya y Tokio. Con tres conciertos en Japón desde 2011, Girls' Generation atrajo un total de 550 000 espectadores, estableciendo un récord por un grupo de chicas de K-pop.
El 29 de septiembre de 2014, Jessica anunció que había sido despedida del grupo. SM Entertainment confirmó esto y dijo que Jessica ya no era miembro de Girls' Generation debido a los conflictos entre ella y los horarios del grupo. Girls' Generation siguió promoviendo como un grupo de ocho miembros a partir de entonces. Las otras ocho miembros procedieron con las actividades del grupo, llevando a cabo el concierto de The Best Live en el domo de Tokio el 9 de diciembre de 2014. El concierto fue un éxito y atrajo a 50.000 espectadores. El concierto fue grabado y publicado como un DVD en abril de 2015, que encabezó las listas de Oricon DVD y Blu-ray simultáneamente.

### 2015-2022:Lion Heart, Holiday Night, nueva subunidad y pausa musical
Girls' Generation anunció la publicación de un nuevo sencillo titulado «Catch Me If You Can», su primer lanzamiento como un grupo de ocho miembros, en marzo de 2015. Se grabó en coreano y japonés; la versión coreana fue lanzada mundialmente el 10 de abril, mientras que la versión japonesa fue lanzada el 22 de abril de 2015. Alcanzó el puesto número diecinueve en Gaon Digital Chart y el número ocho en el Oricon Singles Chart.

El 19 de agosto de 2015, se lanzó su quinto álbum de estudio Lion Heart. El álbum se posicionó en el primer lugar de Gaon Album Chart, y en el número once en Oricon Album Chart. Lion Heart fue el decimotercer álbum más vendido de 2015 en Corea del Sur, con cifras de ventas de 145 044 unidades. Lion Heart produjo tres sencillos, el primero fue «Party», que fue lanzado en julio de 2015. Alcanzó una buena posición en Gaon Digital Chart, en el número diez en Japan Hot 100, y el número cuatro en Billboard World Digital Songs. 

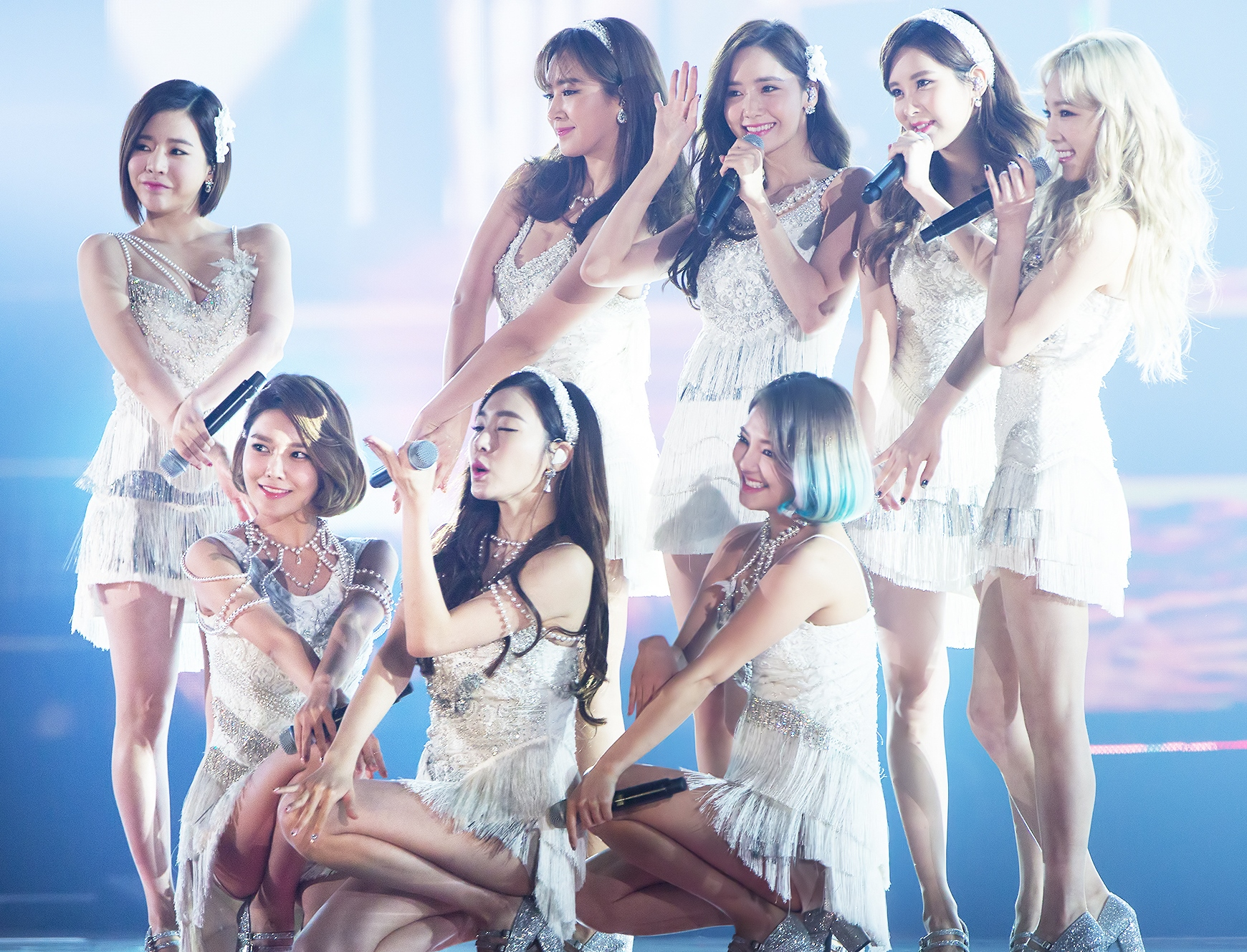
Girls' Generation interpretando «Lion Heart» en KBS Gayo Daechukje en 2015.

 Después del lanzamiento de «Party», Girls' Generation apareció en el Billboard Social 50 dentro del puesto cuarenta y cuatro el 1 de agosto de 2015. La semana siguiente, la posición del grupo en la lista ascendió al número veintidós. Los sencillos de seguimiento «Lion Heart» y «You Think» fueron publicados el mismo día que el álbum. Se posicionaron en los números cuatro y treinta en Gaon Digital Chart, respectivamente.
Para promover el álbum, el grupo protagonizó un programa de televisión de Corea del Sur titulado Channel Girls' Generation. Además se embarcaron en su cuarta gira de conciertos, Girls' Generation's Phantasia, que comenzó el 21 de noviembre de 2015 en Seúl. Con este logro, Girls' Generation se convirtió en el primer grupo de chicas surcoreanas en celebrar una cuarta gira de conciertos. El grupo también se embarcó simultáneamente en su cuarta gira japonesa, que comenzó el 12 de diciembre de 2015 en Nagoya. En diciembre de 2015, Gaon Music Chart anunció que Girls' Generation era el grupo de chicas más exitoso en Corea del Sur, vendiendo un total de más de 398 000 copias. Al año siguiente, en celebración del noveno aniversario del grupo, se lanzó un sencillo titulado «Sailing (0805)». Las letras fueron escritas por Sooyoung, destacando la relación entre el grupo y sus fans.
A principios de julio de 2017, se anunció que Girls' Generation lanzaría su sexto álbum de estudio en agosto de 2017 para conmemorar el décimo aniversario del grupo. El álbum, titulado Holiday Night, fue publicado el 7 de agosto de 2017. Para promover el álbum, el grupo llevó a cabo un concierto titulado Holiday to Remember el 5 de agosto de 2017 en el Olympic Hall. En octubre de 2017, SM anunció que Tiffany, Sooyoung y Seohyun decidieron no renovar sus contratos con la compañía para centrarse en sus carreras en solitario. Las actividades futuras del grupo aún no se han discutido.
El 26 de agosto de 2018, se anunció que Taeyeon, Sunny, Hyoyeon, Yoona y Yuri formarían parte de la segunda subunidad del grupo, Girls' Generation-Oh!GG. El debut de esta subunidad fue el 5 de septiembre con el lanzamiento del sencillo «Lil' Touch».
El 8 de septiembre de 2020, Taeyeon, Sunny, Hyoyeon, Yuri y Yoona renovaron sus contratos con SM Entertainment. Todos los miembros del grupo se centraron principalmente en sus carreras en solitario durante los siguientes cinco años, de 2017 a 2022.

### 2022-presente: 15º aniversario y Forever 1
El 17 de mayo de 2022, SM Entertainment anunció que Girls' Generation hará su regreso para promocionar un nuevo álbum para la celebración de su 15º aniversario en agosto de 2022. Para comenzar la promoción del aniversario, el grupo participó en un reality show de 8 episodios, Soshi TamTam, que comenzó a emitirse en JTBC en julio. Su séptimo álbum de estudio en coreano, Forever 1, se publicó en agosto de 2022, alcanzando el número dos en la Circle Chart. El grupo actuó en el concierto SM Town Live 2022 durante el mismo mes, y también celebró un evento especial "Long Lasting Love" con todas las entradas agotadas en septiembre de 2022.

## Subgrupos e iniciativas en solitario
En abril de 2012, SM Entertainment formó un subgrupo de Girls' Generation llamado TTS (o TaeTiSeo), compuesto por tres miembros: Taeyeon, Tiffany y Seohyun. TTS ha lanzado tres extended plays: Twinkle (mayo de 2012), Holler (septiembre de 2014), y Dear Santa (diciembre de 2015). En agosto de 2018, SM Entertainment formó el segundo subgrupo de Girls' Generation llamado Girls' Generation-Oh!GG, compuesto por cinco miembros: Sunny, Taeyeon, Yoona, Yuri y Hyoyeon. Lanzaron su álbum sencillo debut, Lil' Touch, el 5 de septiembre.
Taeyeon fue la primera integrante de Girls' Generation en debutar como cantante solista; su EP debut I fue lanzado en octubre de 2015, que alcanzó el número dos en la Gaon Album Chart. El segundo EP de Taeyeon, Why (2016), alcanzó la cima de la Gaon Album Chart. Ha publicado tres álbumes de estudio, My Voice (2017), Purpose (2019), y INVU (2022), y tres EP más, This Christmas: Winter Is Coming (2017), Something New (2018), y Voice (2019). Tiffany fue la segunda integrante en debutar como cantante solista, lanzando su EP debut I Just Wanna Dance en mayo de 2016. Tras abandonar SM Entertainment, Tiffany lanzó su segundo EP, Lips on Lips, en febrero de 2019. Seohyun siguió con su EP debut, Don't Say No, en enero de 2017. Yuri y Yoona también lanzaron sus EP de debut titulados The First Scene (2018) y A Walk to Remember (2019), respectivamente. Desde 2016, Hyoyeon también ha lanzado varios sencillos en solitario tanto con su nombre de pila como con su apodo DJ Hyo. En mayo de 2022, Hyoyeon lanzó su EP debut Deep.  En diciembre de 2018, Sooyoung lanzó «Winter Breath», su primer single en solitario desde su salida de SM Entertainment.
Desde 2017, las miembros comenzaron a explorar sus carreras individuales y se han diversificado en varios campos del entretenimiento. La gama de actividades incluye papeles en películas, dramas y obras de teatro, apariciones en programas de variedades, creación de canales personales de YouTube, y también continúan lanzando música individualmente. En 2020, la diversidad de sus proyectos ha sido declarada un ejemplo ideal de crecimiento para un grupo de chicas veteranas. En particular, Yoona, Sooyoung, Yuri y Seohyun han recibido atención por su crecimiento y diversidad como actrices. Además, Girls' Generation también es reconocido por seguir apoyándose mutuamente a pesar de sus actividades en solitario.

## Miembros
Actuales
- Taeyeon (태연) — Vocalista principal, líder
- Sunny (써니) — Vocalista
- Tiffany (티파니) — Vocalista
- Hyoyeon (효연) — Bailarina principal, rapera principal, vocalista
- Yuri (유리) — Bailarina y vocalista
- Sooyoung (수영) — Bailarina y vocalista
- Yoona (윤아) — Bailarina, vocalista y centro del grupo
- Seohyun (서현) — Vocalista

Exintegrantes
- Jessica (제시카) — Vocalista principal

## Discografía
| Álbumes de estudio - 2007: Girls' Generation - 2010: Oh! - 2010: Run Devil Run - 2011: The Boys - 2013: I Got a Boy - 2015: Lion Heart - 2017: Holiday Night - 2022: Forever 1 Miniálbumes/EPs - 2009: Gee (EP) - 2009: Tell Me Your Wish (Genie) - 2010: Hoot - 2014: Mr.Mr. | Álbumes de estudio - 2011: Girls' Generation - 2012: Girls & Peace - 2013: Love & Peace Álbum recopilatorio - 2014: The Best Álbum remix - 2013: Girls' Generation: Best Selection Non Stop Mix | Maxisencillo - 2012: «The Boys» |

## Filmografía
- I AM. (2012)[179]
- SMTown: The Stage (2015)[180]

## Giras
| Giras asiáticas |
| --- |
| - 2009─2010: Into the New World - 2011─2012: 2011 Girls' Generation Asia Tour - 2013─2014: Girls' Generation World Tour Girls & Peace - 2015─2016: Girls' Generation's Phantasia |

| Giras japonesas                                                                                                   |
| --- |
| - 2011: The First Japan Arena Tour - 2013: Girls & Peace: 2nd Japan Tour - 2014: Girls' Generation Japan 3rd Tour |

| Participaciones en conciertos y shows especiales |
| --- |
| - 2008─2009: SMTown Live '08 - 2010─2011: SMTown Live '10 World Tour - 2012─2013: SMTown Live World Tour III - 2013: SMTown Week - 2014: Girls' Generation «The Best Live» at Tokyo Dome - 2014─2015: SMTown Live World Tour IV - 2016: SMTown Live World Tour V - 2017: SMTown Live World Tour VI |